# Shubuta, Mississippi
Shubuta, Mississippi (енгл. Shubuta) град је у америчкој савезној држави Мисисипи.

## Демографија
По попису из 2010. године број становника је 441, што је 210 (-32,3%) становника мање него 2000. године.
| Група             | 2000.       | 2010.       |
| Белци             | 166 (25,5%) | 101 (22,9%) |
| Афроамериканци    | 481 (73,9%) | 332 (75,3%) |
| Азијати           | 0 (0,0%)    | 0 (0,0%)    |
| Хиспаноамериканци | 9 (1,4%)    | 7 (1,6%)    |
| Укупно            | 651         | 441         |